# Bining
Bining – miejscowość i gmina we Francji, w regionie Grand Est, w departamencie Mozela.
Według danych na rok 1990 gminę zamieszkiwało 1168 osób, a gęstość zaludnienia wynosiła 73 osób/km² (wśród 2335 gmin Lotaryngii Bining plasuje się na 328. miejscu pod względem liczby ludności, natomiast pod względem powierzchni na miejscu 302.).